# 段克武
段克武（1902年8月10日—1979年5月16日），字純之。雲南省宜良縣人。民國37年（1948年）在雲南省第一選區當選第一屆立法委員。

## 生平[1][2][3]
- 雲南講武學校韶州分校步科畢業
- 美駐印戰術研究班第一期畢業
- 革命實踐研究院第二十期畢業
- 滇軍第二軍第三師第一團第一營任少尉排長、中尉、連長、少校營長、中校副團長
- 雲南憲兵司令部中校區隊長
- 第一集團軍新十師第一團上校團長
- 新廿二師少將副師長
- 第七旅第五團長
- 第七旅旅長
- 委員長昆明行營兵站總監部交通處少將處長
- 忠勤獎章
- 中央訓練團少將團員
- 第一屆立法委員
- 民國68年5月16日病逝[4]